# ورزشگاه پاراماتا
ورزشگاه پاراماتا (به انگلیسی: Parramatta Stadium) یک ورزشگاه فوتبال و راگبی در شهر پاراماتا، استرالیا است. این ورزشگاه در سال ۱۹۸۶ به بهره‌برداری رسیده و ظرفیت آن ۲۴۰۰۰ نفر است.
این ورزشگاه میزبان بازی رفت دیدار پایانی لیگ قهرمانان آسیا ۲۰۱۴ بوده است.